# Pakistan Super League 2024
Die Pakistan Super League 2024 war die neunte Saison der im Twenty20-Format ausgetragenen Pakistan Super League für pakistanische Cricket-Franchises, die vom 17. Februar bis 18. März 2024 ausgetragen wurde. Im Finale konnte sich der Islamabad United mit 2 Wickets gegen die Multan Sultans durchsetzen.

## Franchises
Dieses Jahr nahmen sechs Franchises am Turnier teil.
| Franchise         | Heimatort |
| ----------------- | --------- |
| Islamabad United  | Islamabad |
| Karachi Kings     | Karatschi |
| Lahore Qalandars  | Lahore    |
| Peshawar Zalmi    | Peschawar |
| Quetta Gladiators | Quetta    |
| Multan Sultans    | Multan    |

## Austragungsorte
| Austragungsort             | Ort        | Kapazität |
| -------------------------- | ---------- | --------- |
| National Stadium           | Karatschi  | 34.228    |
| Gaddafi Stadium            | Lahore     | 27.000    |
| Multan Cricket Stadium     | Multan     | 35.000    |
| Rawalpindi Cricket Stadium | Rawalpindi | 15.000    |

## Format
Die sechs Franchises spielten in einer Gruppe gegen jedes andere Team jeweils zwei Mal. Für einen Sieg gab es zwei Punkte, für ein Unentschieden oder No Result einen und für eine Niederlage keinen Punkt. Die vier Erstplatzierten der Gruppe qualifizierten sich für die Playoffs, die im Page-Playoff-System ausgetragen wurden.

## Resultate

### Gruppenphase
Tabelle
| Teams             | Sp. | S | N | NR | P  | NRR    |
| ----------------- | --- | - | - | -- | -- | ------ |
| Multan Sultans    | 10  | 7 | 3 | 0  | 14 | +1.150 |
| Peshawar Zalmi    | 10  | 6 | 3 | 1  | 13 | +0.147 |
| Islamabad United  | 10  | 5 | 4 | 1  | 11 | +0.224 |
| Quetta Gladiators | 10  | 5 | 4 | 1  | 11 | −0.921 |
| Karachi Kings     | 10  | 4 | 6 | 0  | 8  | −0.192 |
| Lahore Qalandars  | 10  | 1 | 8 | 1  | 3  | −0.554 |

Spiele
| 17. Februar Scorecard | Lahore | Lahore Qalandars 195-5 (20)            | – | Islamabad United 200-2 (18.2) |
|                       |        | Islamabad United gewinnt mit 8 Wickets |   |                               |

| 18. Februar Scorecard | Lahore | Quetta Gladiators 206-5 (20)          | – | Peshawar Zalmi 190-6 (20) |
|                       |        | Quetta Gladiators gewinnt mit 16 Runs |   |                           |

| 18. Februar Scorecard | Multan | Multan Sultans 185-2 (20)          | – | Karachi Kings 130-8 (20) |
|                       |        | Multan Sultans gewinnt mit 55 Runs |   |                          |

| 19. Februar Scorecard | Lahore | Lahore Qalandars 187-7 (20)             | – | Quetta Gladiators 188-5 (19.1) |
|                       |        | Quetta Gladiators gewinnt mit 5 Wickets |   |                                |

| 20. Februar Scorecard | Multan | Islamabad United 144 (20)            | – | Multan Sultans 145-5 (19.5) |
|                       |        | Multan Sultans gewinnt mit 5 Wickets |   |                             |

| 21. Februar Scorecard | Lahore | Peshawar Zalmi 154 (19.5)           | – | Karachi Kings 157-3 (16.5) |
|                       |        | Karachi Kings gewinnt mit 7 Wickets |   |                            |

| 21. Februar Scorecard | Multan | Lahore Qalandars 166-5 (20)          | – | Multan Sultans 170-5 (19) |
|                       |        | Multan Sultans gewinnt mit 5 Wickets |   |                           |

| 22. Februar Scorecard | Lahore | Islamabad United 138-9 (20)             | – | Quetta Gladiators 139-7 (18.2) |
|                       |        | Quetta Gladiators gewinnt mit 3 Wickets |   |                                |

| 23. Februar Scorecard | Multan | Peshawar Zalmi 179-8 (20)         | – | Multan Sultans 174 (20) |
|                       |        | Peshawar Zalmi gewinnt mit 5 Runs |   |                         |

| 24. Februar Scorecard | Lahore | Lahore Qalandars 175-6 (20)         | – | Karachi Kings 176-8 (20) |
|                       |        | Karachi Kings gewinnt mit 2 Wickets |   |                          |

| 25. Februar Scorecard | Multan | Multan Sultans 180-4 (20)          | – | Quetta Gladiators 167-9 (20) |
|                       |        | Multan Sultans gewinnt mit 13 Runs |   |                              |

| 25. Februar Scorecard | Lahore | Peshawar Zalmi 211-4 (20)         | – | Lahore Qalandars 203-6 (20) |
|                       |        | Peshawar Zelmi gewinnt mit 8 Runs |   |                             |

| 26. Februar Scorecard | Lahore | Peshawar Zalmi 201-5 (20)         | – | Islamabad United 193-9 (20) |
|                       |        | Peshawar Zelmi gewinnt mit 8 Runs |   |                             |

| 27. Februar Scorecard | Lahore | Multan Sultans 214-4 (20)          | – | Lahore Qalandars 154 (17) |
|                       |        | Multan Sultans gewinnt mit 60 Runs |   |                           |

| 28. Februar Scorecard | Karatschi | Karachi Kings 165-5 (20)               | – | Islamabad United 169-3 (18.3) |
|                       |           | Islamabad United gewinnt mit 7 Wickets |   |                               |

| 29. Februar Scorecard | Karatschi | Karachi Kings 165-8 (20)                | – | Quetta Gladiators 169-5 (20) |
|                       |           | Quetta Gladiators gewinnt mit 5 Wickets |   |                              |

| 2. März Scorecard | Rawalpindi | Lahore Qalandars | – | Peshawar Zalmi |
|                   |            | Spiel abgesagt   |   |                |

| 2. März Scorecard | Rawalpindi | Islamabad United | – | Quetta Gladiators |
|                   |            | Spiel abgesagt   |   |                   |

| 3. März Scorecard | Karatschi | Multan Sultans 189-3 (20)          | – | Karachi Kings 169-7 (20) |
|                   |           | Multan Sultans gewinnt mit 20 Runs |   |                          |

| 4. März Scorecard | Rawalpindi | Islamabad United 196-4 (20)          | – | Peshawar Zalmi 167-9 (20) |
|                   |            | Islamabad United gewinnt mit 29 Runs |   |                           |

| 5. März Scorecard | Rawalpindi | Peshawar Zalmi 204-5 (20)         | – | Multan Sultans 200-5 (20) |
|                   |            | Peshawar Zelmi gewinnt mit 4 Runs |   |                           |

| 6. März Scorecard | Rawalpindi | Quetta Gladiators 118 (19.1)        | – | Karachi Kings 121-3 (15.3) |
|                   |            | Karachi Kings gewinnt mit 7 Wickets |   |                            |

| 6. März Scorecard | Rawalpindi | Lahore Qalandars 162-7 (20)          | – | Islamabad United 145 (18.5) |
|                   |            | Lahore Qalandars gewinnt mit 17 Runs |   |                             |

| 7. März Scorecard | Karatschi | Karachi Kings 150-7 (20)               | – | Islamabad United 151-5 (18.4) |
|                   |           | Islamabad United gewinnt mit 5 Wickets |   |                               |

| 8. März Scorecard | Rawalpindi | Peshawar Zalmi 196-8 (20)          | – | Quetta Gladiators 120 (17.5) |
|                   |            | Peshawar Zalmi gewinnt mit 76 Runs |   |                              |

| 9. März Scorecard | Karatschi | Lahore Qalandars 177-5 (20)         | – | Karachi Kings 179-7 (20) |
|                   |           | Karachi Kings gewinnt mit 3 Wickets |   |                          |

| 10. März Scorecard | Rawalpindi | Multan Sultans 228-4 (20)              | – | Islamabad United 232-7 (20) |
|                    |            | Islamabad United gewinnt mit 3 Wickets |   |                             |

| 10. März Scorecard | Karatschi | Lahore Qalandars 166-4 (20)             | – | Quetta Gladiators 169-4 (20) |
|                    |           | Quetta Gladiators gewinnt mit 6 Wickets |   |                              |

| 11. März Scorecard | Karatschi | Peshawar Zalmi 147-6 (20)         | – | Karachi Kings 145-5 (20) |
|                    |           | Peshawar Zalmi gewinnt mit 2 Runs |   |                          |

| 12. März Scorecard | Karatschi | Multan Sultans 185-4 (20)          | – | Quetta Gladiators 106 (15.5) |
|                    |           | Multan Sultans gewinnt mit 79 Runs |   |                              |

### Playoffs

#### Spiel A
| 14. März Scorecard | Karatschi | Peshawar Zalmi 146-7 (20)            | – | Multan Sultans 147-3 (18.3) |
|                    |           | Multan Sultans gewinnt mit 7 Wickets |   |                             |

#### Spiel B
| 15. März Scorecard | Karatschi | Islamabad United 174-9 (20)          | – | Quetta Gladiators 135 (18.4) |
|                    |           | Islamabad United gewinnt mit 39 Runs |   |                              |

#### Spiel C
| 16. März Scorecard | Karatschi | Peshawar Zalmi 185-5 (20)              | – | Islamabad United 189-5 (19) |
|                    |           | Islamabad United gewinnt mit 5 Wickets |   |                             |

#### Finale
| 18. März Scorecard | Karatschi | Multan Sultans 159-9 (20)              | – | Islamabad United 163-8 (20) |
|                    |           | Islamabad United gewinnt mit 2 Wickets |   |                             |